# Circondario di Napoli
Il circondario di Napoli era uno dei circondari in cui era suddivisa l'omonima provincia.

## Storia
Con l'Unità d'Italia (1861) la suddivisione in province e circondari stabilita dal Decreto Rattazzi fu estesa all'intera Penisola.
Nel 1926 si ampliò inglobando i circondari di Casoria, Castellammare di Stabia e Pozzuoli.
Il circondario di Napoli fu abolito, come tutti i circondari italiani, nel 1927, nell'ambito della riorganizzazione della struttura statale voluta dal regime fascista.

## Suddivisione in mandamenti
Elenco dei mandamenti e dei relativi comuni:
Mandamenti del comune di Napoli
- San Ferdinando
- Chiaia
- Montecalvario
- San Giuseppe
- Porto
- Pendino
- Mercato
- Vicaria
- San Lorenzo
- San Carlo all'Arena
- Stella
- Avvocata

Altri mandamenti
- Mandamento di Barra
Barra, San Giovanni a Teduccio, San Giorgio a Cremano, Ponticelli
- Mandamento di Sant'Anastasia
Sant'Anastasia, Pollena Trocchia, Massa di Somma, San Sebastiano al Vesuvio
- Mandamento di Somma Vesuviana
Somma Vesuviana
- Mandamento di Portici
Portici, Ercolano
- Mandamento di Torre del Greco
Torre del Greco
- Mandamento di Caivano: 
Caivano (con i casali di Casolla Valenzano e Pascarola), Cardito e Crispano
- Mandamento di Casoria: 
Casoria e San Pietro a Patierno;
- Mandamento di Mugnano: 
Mugnano, Calvizzano, Melito e Piscinola
- Mandamento di Giugliano: 
Giugliano, Panicocoli e Qualiano
- Mandamento  di Arzano (unito, poi, al circondario di Casoria): 
Arzano, Casavatore (casale unito a Casoria) e Secondigliano;
- Mandamento di Pomigliano d'Arco: 
Pomigliano d'Arco, Casalnuovo e Licignano
- Mandamento di Sant'Antimo (già circondario di Sant'Arpino): 
Sant'Antimo, Casandrino e Sant'Arpino
- Mandamento  di Fratta Maggiore: 
Fratta Maggiore, Pomigliano d’Atella (con il casale di Fratta Piccola) e Grumo (con il casale di Nevano);
- Circondario di Afragola: Afragola.